# Vinicius Pontes do Nascimento
Vinicius Pontes do Nascimento (Teresina, 1º de setembro de 1979), também conhecido como Dr. Vinicius,, é um médico e político brasileiro filiado ao Partido dos Trabalhadores (PT). Em 2022, foi eleito deputado estadual pelo Piauí para o quadriênio 2023-2026.
Em 2015, assumiu o cargo de Diretor no Hospital Infantil Lucídio Portella.